# Байпурушли
Байпурушли́ (узб. Boypo‘rishlisoy, Бойпўришлисой) — горная река (сай) в Кошрабадском районе Самаркандской области.

## Описание
Длина Байпурушли составляет 15 км, среднегодовой расход воды — 50—100 л/с. Питание реки снеговое и дождевое. Весной в русле наблюдаются селевые явления.
Байпурушли берёт начало на высоте около 1700 метров, от родников на южном склоне Нуратинского хребта (близ вершины Палванберды). Течёт в общем южном направлении, на различных участках — с некоторым уклоном к востоку или западу. Русло местами пролегает в овраге.
По течению Байпурушли расположены населённые пункты Такмак, Пастки-Аул, Хасанбаба, Каракесмак.
В нижнем течении пересыхает, при прохождении селей — достигает реки Актепасай (Аксай) (в районе посёлка Кошрабад), которая впадает в протоку Зеравшана Акдарья.

## Притоки Байпурушли
Байпурушли вбирает небольшие притоки, среди которых сравнительно крупными являются водотоки Чебат (впадает справа, на территории населённого пункта Байпурушли) и Джазбулак (впадает слева, южнее населённого пункта Каранар).